# Валдайское (озеро, Ивановская область)
Валдайское — озеро находится в Ивановском районе Ивановской области, между деревней Сергиевское и деревней Бяково, в 3 км северо—восточнее города Иваново на высоте 122,7 м над уровнем моря.
Площадь озера — 0,272 км². Средняя глубина озера — 4,39 м, максимальная глубина — 13,2 м.

## Описание
Озеро Валдайское — один из первых памятников природы Ивановской области. Озеро ледникового происхождения. Располагается в неглубокой замкнутой котловине, имеет овальную форму, вытянутую в северном направлении со слабо изрезанными, отлогими и местами заболоченными берегами. Долина озера выражена слабо, берега низинные. Озеро бессточное, питание снеговое, дождевое и грунтовое.
Дно озера сначала пологое, затем идёт резкое углубление. Береговые склоны выражены мягко, местами незаметно. Коренными почвообразующими породами здесь являются верхнеюрские плотные глины с прослойками пестроцветных триасовых глин, перекрытые толщей моренных суглинков.
В последние десятилетия значительно снизилась прозрачность воды в озере с 8 метров до 1,6 — 1,8 метров.
В разные годы озеро относили к различным типам трофности. Ранее из озера вытекала река Харинка, о чем говорит рельеф и наличие аллювиальных отложений. Однако эти сведения сомнительны.
Название озера Валдайское отражено в ивановской топонимике. В 1940 году в городе появилась Валдайская улица и переулок, расположенные в местечке Лесное на границе с селом Богородское.

### Исследования
Площадь акватории озера исследовалась в 1922 году сотрудником кабинета зоологии Иваново-Вознесенского политехнического института Л. А. Панкрышевым, и в 1948 году — старшим преподавателем географического факультета Ивановского государственного педагогического института А. С. Борисовским. Результаты этих измерений приведены в таблице.
| Год  | Наибольшая длина, в м | Наибольшая ширина, в м | Наибольшая глубина, в м | Площадь, в га |
| ---- | --------------------- | ---------------------- | ----------------------- | ------------- |
| 1922 | 653                   | 541                    | 13                      | 29,3          |
| 1948 | 640                   | 534                    | Не измерялась           | 27,6          |
| 2013 | 640                   | 534                    | 13,2                    | 27,1          |

При сравнении результатов измерений было установлено, что за 26 лет площадь акватории озера уменьшилась на 1,7 га, или на 1/19 часть. По мнению А. С. Борисовского, это связано с уничтожением леса на водосборной площади и вокруг деревни Бяково. До 1920 года лес опоясывал озеро почти сплошным кольцом, подступая непосредственно к воде. Интенсивная рубка леса была проведена в 1939 году в связи со строительством на северном берегу деревни Бяково.
Д. А. Ласточкин в исследованиях Валдайского озера, а также схожих с ним озёр Рубского, Высоковского и Ядровского, отмечал следующие характерные особенности гидрологического режима: исключительная бедность солевого режима и цветение в озере синезёленых водорослей. В разгар цветения они обнаружены в количестве 60000 индивидов на 1 литр воды.
В 1920—е годы при бурении, на глубине 5 метров, был обнаружен сапропель мощностью в 11 метров.

## Флора и фауна
В современной флоре озера и его окрестностей отмечено более 260 видов сосудистых растений, среди которых: ежеголовник злаковый, пушица стройная, ива лопарская, повойничек перечный — включены в Красную книгу Ивановской области, а полушник колючеспоровый — в Красную книгу Российской Федерации.
Озеро уникально по числу обитавших в нем видов водорослей. В 1924 году здесь было обнаружено 286 видов водорослей из различных систематических групп. Значительно преобладали зелёные водоросли — 81,1 %, крайне низким было содержание диатомовых — 3,1 %.
Ихтиофауна озера Валдайское, представлена 6 видами рыб: обыкновенная щука, плотва, верховка, окунь, серебряный карась, ротан. В 1978 году на озере специально разводили карпов.
На озере бывают заморы, поэтому пребывание таких видов, как щука, плотва, окунь находится под постоянной угрозой. Озеро обследовано достаточно хорошо, обитания группировок видов круглоротых и рыб, включенных в Красную книгу Российской Федерации и Красную книгу Ивановской области, не обнаружено.
На территории ООПТ выделен один участок — резерват, отличающийся высоким биологическим разнообразием и являющийся местообитанием редких видов растений и животных. Он расположен на юго—западном берегу напротив деревни Сергиевское.